# Montcherand
Montcherand – miejscowość i gmina (commune) w zachodniej Szwajcarii, w kantonie Vaud, w okręgu (district) Jura-Nord vaudois. Leży nad rzeką Orbe. 

## Demografia
W Montcherand mieszkają 500 osoby. W 2021 roku 13,4% populacji gminy stanowiły osoby urodzone poza Szwajcarią.

## Transport
Przez teren gminy przebiegają autostrada A9 oraz droga główna nr 132.